# Jebel Moraba
Koordinaten: 36° 36′ 0″ N, 9° 52′ 0″ O
Jebel Moraba (eventuell auch M'rabba oder Muraba, der römische Name der Siedlung ist unbekannt) war eine römische Siedlung etwa 55 km von Karthago im heutigen Tunesien.

## Ausgrabungen
Das Amphitheater wurde bereits 1934 durch den Oberstleutnant Gaudin vom damaligen tunesischen Luftwesen aus der Luft entdeckt. Von der römischen Siedlung wurde das kleine Forum 1998 von tunesischen Archäologen ausgegraben, Reste der Zisternen, eine Wasserauffangmauer und mehrere Keller sind noch erkennbar. Etwa 500 m nordwestlich vom Forum entfernt befindet sich ein Amphitheater, von dem nur noch die Erderhebung der Tribünen und die Zugänge sichtbar sind.